# North Mankato
North Mankato ist eine Kleinstadt (mit dem Status „City“) im Nicollet County im US-amerikanischen Bundesstaat Minnesota. Bei der Volkszählung 2020 ermittelte das United States Census Bureau 14.275 Einwohner.

## Geografie
North Mankato liegt am nördlichen Ufer des Minnesota River auf 44°10′24″ nördlicher Breite und 94°02′02″ westlicher Länge. Die Stadt erstreckt sich über 15,51 km².
Benachbarte Orte von North Mankato sind Mankato (am gegenüberliegenden Ufer des Minnesota River), Nicollet (18,1 km nordwestlich) und St. Peter (20,5 km nördlich).
Die nächstgelegenen größeren Städte sind Minneapolis (130 km nordöstlich), Minnesotas Hauptstadt Saint Paul (144 km in der gleichen Richtung), Rochester (138 km östlich), Iowas Hauptstadt Des Moines (348 km südlich), Omaha in Nebraska (453 km südwestlich), Sioux Falls in South Dakota (266 km westsüdwestlich) und Fargo in North Dakota (431 km nordwestlich).

## Verkehr
Die Hauptader des Straßenverkehrs durch North Mankato bildet der vierspurig ausgebaute U.S. Highway 14. Dieser wird an der östlichen Stadtgrenze vom U.S. Highway 169 gekreuzt, der entlang des Minnesota River verläuft. Alle weiteren Straßen innerhalb von North Mankato sind untergeordnete Fahrwege oder innerstädtische Verbindungsstraßen.
Der nächste Flughafen ist der Minneapolis-Saint Paul International Airport (125 km nordöstlich).

## Medien
North Mankato ist der Sitz des Radiosenders KDOG, der auch im Nachbarort Mankato empfangen werden kann. Der Nachrichtensender KEYC-TV berichtet zwar ebenfalls aus und über North Mankato, ist jedoch in Mankato ansässig.

## Demografische Daten
Nach der Volkszählung im Jahr 2010 lebten in North Mankato 13.394 Menschen in 5580 Haushalten. Die Bevölkerungsdichte betrug 863,6 Einwohner pro Quadratkilometer. In den 5580 Haushalten lebten statistisch je 2,39 Personen.
Ethnisch betrachtet setzte sich die Bevölkerung zusammen aus 93,9 Prozent Weißen, 2,1 Prozent Afroamerikanern, 0,2 Prozent amerikanischen Ureinwohnern, 1,7 Prozent Asiaten sowie 0,8 Prozent aus anderen ethnischen Gruppen; 1,3 Prozent stammten von zwei oder mehr Ethnien ab. Unabhängig von der ethnischen Zugehörigkeit waren 3,0 Prozent der Bevölkerung spanischer oder lateinamerikanischer Abstammung.
23,7 Prozent der Bevölkerung waren unter 18 Jahre alt, 64,4 Prozent waren zwischen 18 und 64 und 11,9 Prozent waren 65 Jahre oder älter. 50,7 Prozent der Bevölkerung war weiblich.

Das mittlere jährliche Einkommen eines Haushalts lag bei 62.708 USD. Das Pro-Kopf-Einkommen betrug 29.206 USD. 7,0 Prozent der Einwohner lebten unterhalb der Armutsgrenze.